# Кенджино
Кенджино (пол. Kędrzyno, нім. Gandelin) — село в Польщі, у гміні Семишль Колобжезького повіту Західнопоморського воєводства.
Населення — 309 осіб (2011).

## Демографія
Демографічна структура станом на 31 березня 2011 року:
|          | Загалом | Допрацездатний вік | Працездатний вік | Постпрацездатний вік |
| -------- | ------- | ------------------ | ---------------- | -------------------- |
| Чоловіки | 154     | 37                 | 110              | 7                    |
| Жінки    | 155     | 34                 | 100              | 21                   |
| Разом    | 309     | 71                 | 210              | 28                   |